# 自动调谐

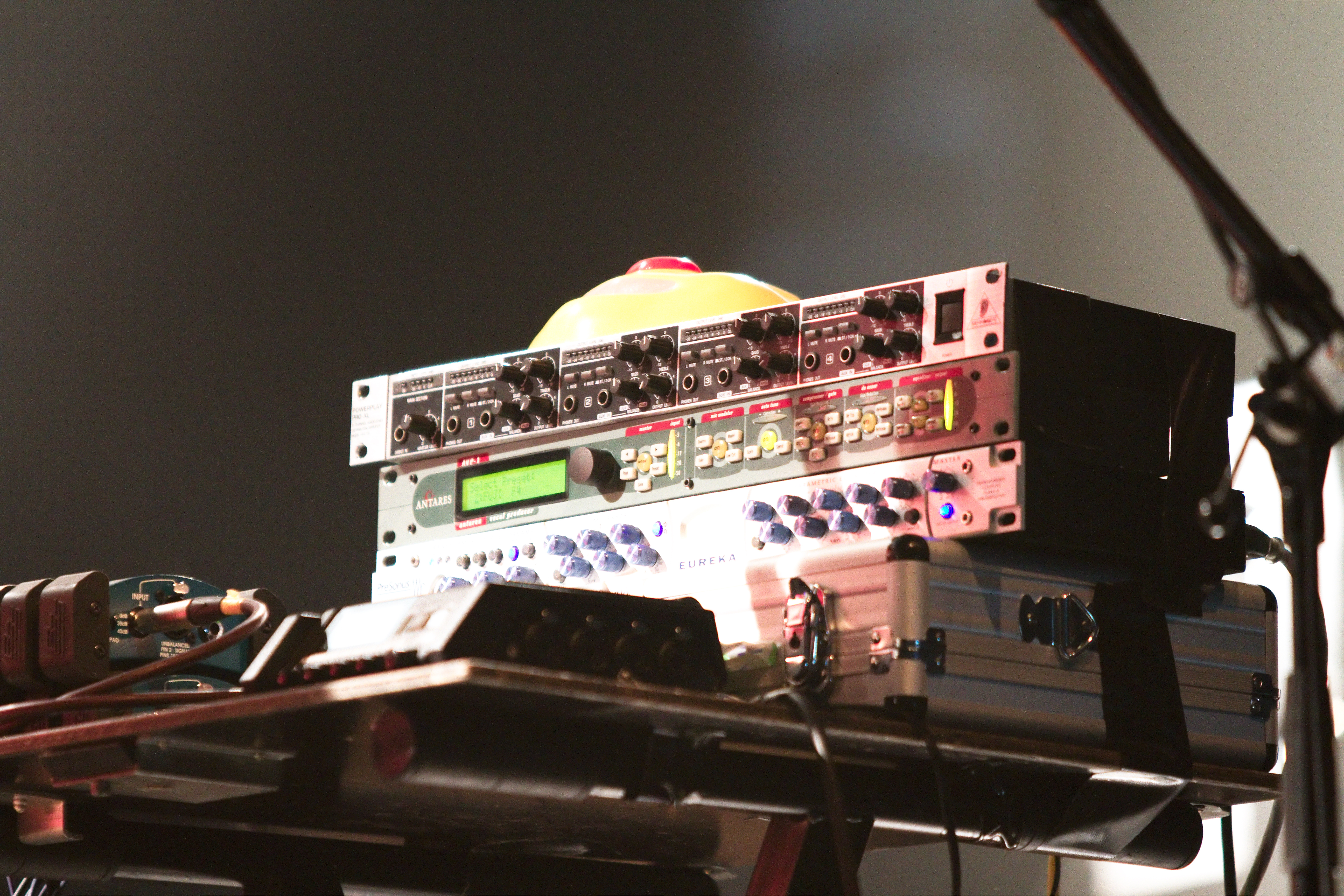
Antares Vocal Processor AVP-1（中间）

自动调谐（英語：Auto-Tune；有时称自动调音）是安塔瑞斯音频技术公司（Antares Audio Technologies）開發且持有注册商标的音频处理软件，是专用于测量和改变人声音高及乐器音乐录音及表现的设备。软件最初用来掩盖或纠正跑调的不准确性，使得人声轨道得到完成的调谐，即便是稍微跑调。
自雪儿1998年的金曲《Believe》起，制作人便开始将自动调谐用作声音效果，故意歪曲人声。到2018年，乐评人西蒙·雷诺兹认为自动调谐“彻底改变了流行音乐”，认为利用它改变音效是“永远不会落伍”的，而这套软件如今的应用确实比以往要广泛 。
注意自动调谐效果不应和声码器和说话箱混淆。

## 概述
自动调谐是数字音频工作站的應用程式，用在工作站环境，或是处理现场表演的机架式装置。该处理器会将音高微调到最近的真实、正确的半音（即最接近传统十二平均律音符的确切音高）。自动调谐也可以是一种特效，制作人声音高明显提高或降低的失真效果，这样一来人声的音符就会逐步跳跃，如同合成器。
自动调谐已经成为专业录音室的标准配备。诸如Peavey AT-200吉他之类的乐器，可以用自动调谐技术进行无缝实时音高校正。

## 历史
1997年9月，专门研究随机估计理论和数字信号处理的安迪·海尔德布兰德（Andy Hildebrand）的博士发布了自动调谐。博士利用自相关函数检测音高，证明出这种算法比之前处理双元音等人类声音部分某些方面出现问题，导致声音失真，且基于特徵提取的尝试要高级。之前，音乐行业工程师考虑到所需的计算工作量非常多，认为使用自相关不切实际，但海尔德布兰德认为这种办法能将100万乘积累加成4：“这是一种戏法——一种数学戏法。”1996年初的几个月里，他在一台定制麦金塔计算机上实现了这个算法，并于同年晚些时候的美国阿纳海姆国际乐器、舞台灯光及音响展览会中演示了结果，给当时的产业带来了巨大的冲击。
海尔德布兰德在同事妻子的建议下，想到了人声音高修正技术的概念。当时她打趣说应该发明一种设备，让自己唱歌唱到调子上。自动调谐最初的设计目的是精确纠正不准确的音调，使得音乐更富有表现力，而最初的专利书也指出：“人声或乐器跑调时，表演的情感性质会丧失。”
《洛杉矶时报》的克里斯·李（Chris Lee）认为，1998年雪儿的歌曲《Believe》被广泛认为是将自动调谐的调制机制注入流行意识的作品。雪儿的制作人使用软件突然夸大修正音高的人为性，这和软件最初的目的相反。
早期的采访中，《Believe》的制作人表示他们使用了DigiTech Talker FX效果器，而《混錄 (杂志)》杂志的编辑认为这是保护商业秘密的说法。《Believe》大获成功后，这种技术在最初也被称为“雪儿特效”。2000年，米尔维斯·艾哈迈德扎伊歌曲《Naive Song》成为有史以来第一首使用自动调谐技术合成人声的歌曲。
2000年代末期，自动调谐作为一种声音效果，得到蓬勃发展。当时嘻哈/R&B录音艺术家提潘详细阐述了自动调谐，并把它积极用在自己的作品上。他表示，新杰克摇摆制作人泰迪·莱利和放克艺人罗杰·特劳特曼利用说话箱，启发他自己使用自动调谐。提潘逐渐成了自动调谐的代言人，以至于iPhone有一款模拟这种效果的程序也以他的名字，命名为“I Am T-Pain”，后来直接被唤作“提潘特效”。自动调谐的使用成为是2000年代末期音乐的流行固定件，特别是在嘻哈或R&B艺人的作品中，比如史努比狗狗单曲《Sexual Eruption》、小韋恩的《Lollipop》和肯伊·威斯特的专辑《808s & Heartbreak》。2009年，乘着自动调谐流行的浪潮，黑眼豆豆的冠军单曲《Boom Boom Pow》给乐队每个成员的人声用上了大量的自动调谐效果，打造出一种未来主义的声音。
电台司令在2001年专辑《Amnesiac》使用自动调谐打造“去人格化的鼻音”，将言语处理成旋律。歌手汤姆·约克表示，这个软件“拼命从你的话语中搜索音乐，随意制作旋律。如果你分配给它一个调，你就得到了音乐。”
2010年代中期，自动调谐在嘻哈音乐中再度得到重视，特别是在陷阱音乐中。未来小子、Migos、特拉维斯·斯科特、利尔·乌兹·弗特都利用自动调谐打造一把标志性声音。
自动调谐在阿尔及利亚通俗音乐及其他北非音乐流派中也很流行。《波士顿先驱报》表示，菲丝·希尔、仙妮亚·唐恩和蒂姆·麦格罗都会在表演中使用自动调谐特效，认为它是保障完美表现的安全网。然而，阿利森·穆勒、加斯·布鲁克斯、大富豪乐队、特里莎·耶伍德、文思·吉尔和玛蒂娜·麦克布赖德等乡村音乐人都拒绝使用自动调谐。

## 评价

### 正面
部分评论员认为，自动调谐给流行音乐打开了新的机遇，特别是在嘻哈音乐和布鲁斯领域。尽管最初的设计目的是支撑羸弱的人声，部分音乐人还是故意用这项技术调和及增强他们的艺术表现力。法国浩室二人组蠢朋克在单曲《One More Time》中使用自动调谐遭人质疑时，乐队成员湯瑪斯·本高特表示：“许多人都抱怨音乐人使用自动调谐，这让我回想起70年代末期法国的音乐人尝试禁绝合成器......有一点他们是不了解的，那就是你可以用一种新的方式运用这些工具，而不是用它来取代之前出现的乐器。”
尽管自动调谐被许多艺人使用，英国作家、讲师蕾吉娜·布拉德利（Regina Bradley）博士认为，自动调谐对黑人艺术家控制他们的声音，使其适应歌曲情绪特别有效。坎耶·韦斯特和提潘的作品就是两个值得注意的例子。提潘在他2005年专辑《Rappa Ternt Sanga》将自动调谐用作流行音乐的人声特效。他说：“我的父亲告诉我，一个人的声音加到音乐中，只不过是另一种乐器。当时人们创作一首7分钟的歌曲，有5分钟是纯音乐。我给他们加上（60年代）的效果，觉得这可以把的声音变成萨克斯管。”后来，小韦恩追随提潘的步伐，在他的专辑《卡特先生第二章》和《卡特先生第三章》中试验自动调谐效果。当时他喝紫色糖浆上瘾，部分评论人认为自动调谐是韦恩孤独和抑郁的音乐性表达。马克·安东尼·尼尔认为，小韦恩的声音很独特：“他歌声中的辱骂、朦胧、哔哔声和羞涩，展现出他所遭受的各种创伤。”凯文·德里斯科尔（Kevin Driscoll）反问道：“自动调谐不就是现今黑人流行乐的哇音踏板么？在把自己变成《棒棒糖》中的提-韦恩前，韦恩在流行音乐中的存在只限于客串演唱的主歌和未经授权的自由说唱。和融入吉米·亨德里克斯保持流行音乐相关度的方式一样，韦恩钟情于VST插件，从WJMN (FM)升级到了WXKS-FM。”
肯伊·威斯特专辑《心碎节拍》也获得评论人的普遍好评，它同样采用自动调谐来展现他在母亲死后灵魂的支离破碎 ，风格较前一张专辑《毕业特典》有巨大变化。《滚石》编辑乔迪·罗森（Jody Rosen）认为，这张专辑是一张分崩离析的专辑：“肯伊确实不能用传统的感觉唱歌，但他还是尝试了。提潘教全世界自动调谐不是单纯磨平平实的音调，它是增强表现力并加强悲伤的装置，就像画画一样。肯伊的声音经数字化处理后，成了一位被悲伤困扰的男人所发出的声音，已经不像人类了。”

### 负面
2009年初的第51届格莱美奖上，俏妞的死亡计程车乐队佩戴蓝丝带出席，抗议行业使用自动调谐。后来，杰斯将个人专辑《The Blueprint 3》的主打歌定名为《D.O.A. (Death of Auto-Tune)》。他表示，写这首歌是因为自己觉得太多人追随自动调谐的潮流，这个趋势成了一个噱头。2009年8月10日，克里斯蒂娜·阿奎莱拉在洛杉矶参加公众活动，以写着“胆小鬼才用自动调谐”（Auto Tune is for Pussies）。不过，她后来接受天狼星XM专访时，改口称自动调谐能够带来创意，表示自己专辑《超·未·来》的歌曲《橡皮筋爱情》（"Elastic Love"）也有。
反对者认为，自动调谐给社会对音乐的感知和消费力产生负面影响。《每日电讯报》音乐评论人尼尔·迈克密克（Neil McCormick）认为诞生自20世纪90年代自动调谐“将唱的不好的部分拿出来转录，放在本应存在的死亡中心”，“给流行歌人声带来了耀眼的光彩，是特别险恶的入侵”。
2009年，《时代》援引一位匿名的格莱美录音工程师：“说实话，我一直在用自动调谐挽救歌声，从布兰妮·斯皮尔斯到宝莱坞演员专辑，现在每位歌手都假设你会用软件处理他们的歌声。”文章表示“希望流行乐坛对统一化完美音调的崇拜会逐渐消散”，断言流行歌之间会很难区分，“每首歌的音调都是完美的”。汤姆·洛德-艾格表示现在几乎所有专辑都会用这个软件。
2010年，电视真人秀《X音素》承认利用自动调谐改善参赛者歌声。节目评委之一西蒙·考威尔下令之后的节目禁止使用自动调谐。也是在那年，《时代》将自动调谐列入“50大最糟糕的发明”。
內蔻·凱斯2006年接受Pitchfork举例说明修音在业界很普遍：“我唱歌不完美，但我不会用自动调谐掩盖。现在每个人都在用。我曾问过多伦多一个录音室的工作人员：‘有多少人不用自动调谐？’他说：‘你和妮莉·費塔朵是仅有的两位在这里录音不用自动调谐的歌手。’虽然我不喜欢妮莉，但她这么做，我有点崇拜她。她有点诚信，这很酷。”
尽管史努比狗狗、小韦恩、布兰妮·斯皮尔斯和雪儿等人也在使用，自动调谐还是受到广泛批评，认为是无法唱对调的标志。特雷·帕克在献唱《南方公园》歌曲《Gay Fish》使用自动调谐，他发现为了让声音失真，他必须唱跑调：“真的要让声音显示出效果，你必须当一个烂歌手。如果你用它时唱对调，就不会起效。”许多人认为电子流行唱片艺人凯莎的歌曲过分依赖自动调谐，他们开始审视她的歌唱天赋。音乐制作人瑞克·魯賓写道：“现在你听流行歌，会发现所有歌的音调、拍号和旋律都很完美，这说明调音很普遍。”《时代》记者乔希·蒂朗吉尔认为自动调谐是“人声Photoshop”。
大乐团歌手麦可·布雷批评自动调谐使得每个人的声音都一样，“像机器人”，但承认自己也用它录制流行音乐。艾丽·高登和艾德·希兰加入“真实现场”（Live Means Live）活动，呼吁在现场演出中真唱。该活动由歌曲创作人大卫·米德尔发起。当乐队展示活动标志时，观众就知道表演中“没有自动调音，100%现场演绎”，没有伴唱音轨。
2023年7月6日湯令山在Mill MILK節目表示Auto-Tune是超級重要的工具，歌手的音準不重要。同年7月11日，湯令山在社交平台Threads發文列出廣東歌行得慢的原因，包括「咬字太重要」，隨後在LIHKG討論區被網民批評湯令山咬字不清，用Auto-Tune掩飾唱功不足。

### 影响和戏仿
美国电视连续喜剧《周六夜现场》曾出现嘲讽自动调谐的虚构白人说唱歌手暴雪人，他在小品中倡导：“机械音，机械音，孩子们都爱机械音！”
恶搞歌手“怪人奥尔”扬科维奇曾嘲笑自动调谐泛滥成灾，但也在一段被《连线》等多家媒体评论的YouTube影片下承认这个擴充套件已经被大多数人接受。
2009年起，在布鲁克林音乐人迈克尔·格雷戈里（Michael Gregory）的推广下，自动调谐已经成了制作新闻揭幕音乐的工具。后来，格雷戈里兄弟在创作他们的《Songify新闻报导》系列节目时，也用了自动调音。在节目中，格雷戈里兄弟借助自动调谐数字化处理政治人物、新闻记者和政治评论家的录音，并配上旋律，使得他们的讲话像在唱歌。乐队凭借《床上入侵者之歌》大获成功，受到主流媒体关注，该视频因此成为2010年观看次数最多YouTube影片。
2014年动画节目《南方公园》第18季中，兰迪·马许利用自动调谐软件冒充洛德。在该季第3集《The Cissy》中，兰迪向儿子斯坦展示自己是如何利用计算机实现这个效果的。